# Banksia ericifolia
Banksia ericifolia é uma espécie de arbusto da família Proteaceae endêmica da Austrália.